# Liste der römisch-katholischen Kirchen in Dänemark
Diese Liste enthält die römisch-katholischen Kirchengebäude in Dänemark. Sie gehören alle zum Bistum Kopenhagen, das ganz Dänemark einschließlich der Färöer und Grönland umfasst.

## Bornholm
| Bild | Ort       | Name                              | Bauzeit   | Links             |
| ---- | --------- | --------------------------------- | --------- | ----------------- |
|      | Aakirkeby | Rosenkranskirken Rosenkranzkirche | 1931–1932 | Netzpräsenz Karte |
|      | Olsker    | Zisterzienserkloster              | 1966      | Netzpräsenz Karte |

## Falster
| Bild | Ort      | Name                                  | Bauzeit | Links             |
| ---- | -------- | ------------------------------------- | ------- | ----------------- |
|      | Nykøbing | Hellig Kors Kirke Heilig-Kreuz-Kirche | 1916    | Netzpräsenz Karte |

## Färöer
| Bild | Ort      | Name                      | Bauzeit   | Links                            |
| ---- | -------- | ------------------------- | --------- | -------------------------------- |
|      | Tórshavn | Mariukirkjan Marienkirche | 1986–1987 | Netzpräsenz weitere Bilder Karte |

## Fünen
| Bild | Ort       | Name                                   | Bauzeit   | Links                            |
| ---- | --------- | -------------------------------------- | --------- | -------------------------------- |
|      | Assens    | Vor Frelsers Kirke Erlöserkirche       | 1926–1927 | Netzpräsenz Karte                |
|      | Nyborg    | Stella Maris Kirke Stella-Maris-Kirche | 1927–1928 | Netzpräsenz Karte                |
|      | Odense    | Sankt Albani Kirke Sankt-Albans-Kirche | 1906–1908 | Netzpräsenz weitere Bilder Karte |
|      | Svendborg | Sankt Knuds Kirke Sankt-Knud-Kirche    | 1887      | Netzpräsenz Karte                |

## Grönland
| Bild | Ort  | Name                                 | Bauzeit | Links             |
| ---- | ---- | ------------------------------------ | ------- | ----------------- |
|      | Nuuk | Krist Konge Kirke Christkönigskirche | 1972    | Netzpräsenz Karte |

## Jütland
| Bild | Ort                         | Name                                                                | Bauzeit                    | Links                                              |
| ---- | --------------------------- | ------------------------------------------------------------------- | -------------------------- | -------------------------------------------------- |
|      | Aabenraa                    | Sankt Ansgars Kirke Sankt-Ansgar-Kirche                             | 1916                       | Netzpräsenz Karte                                  |
|      | Aalborg                     | Sankt Mariæ Kirke Marienkirche                                      | 1925–1926                  | Netzpräsenz Karte                                  |
|      | Aarhus                      | Vor Frue Kirke Liebfrauenkirche                                     | 1879–1880                  | Netzpräsenz weitere Bilder Karte                   |
|      | Aarhus                      | Sankt Nikolaj Kirke Nicolaikirche                                   | 1893; katholisch seit 2010 | Netzpräsenz Karte                                  |
|      | Esbjerg                     | Sankt Nikolaj Kirke St.-Nikolai-Kirche                              | 1969                       | Wikipedia-Artikel Netzpräsenz weitere Bilder Karte |
|      | Grenaa                      | Sankt-Clemens-Kirche                                                | 1916                       | Netzpräsenz Karte                                  |
|      | Haderslev                   | Sankt Marie Kirke Marienkirche                                      | 1908                       | Netzpräsenz Karte                                  |
|      | Herning                     | Sankt Peters Kirke Peterskirche                                     | 1995–1996                  | Netzpräsenz Karte                                  |
|      | Hjørring                    | Sankt Maria, Martyrernes Dronning Maria-Königin-der-Märtyrer-Kirche | 1988–1990                  | Netzpräsenz Karte                                  |
|      | Horsens                     | Sankt Josefs Kirke Josefskirche                                     | 1896                       | Netzpräsenz Karte                                  |
|      | Kolding                     | Sankt Michaels Kirke Sankt-Michaels-Kirche                          | 1882–1885                  | Netzpräsenz Karte                                  |
|      | Pindstrup, Syddjurs Kommune | Sankt Michaels Kirke Sankt-Michaels-Kirche                          | 1930                       | Netzpräsenz weitere Bilder Karte                   |
|      | Randers                     | Jesu Hjerte Kirke Herz-Jesu-Kirche                                  | 1875                       | Netzpräsenz Karte                                  |
|      | Silkeborg                   | Vor Frue Kirke Liebfrauenkirche                                     | 1912                       | Netzpräsenz Karte                                  |
|      | Sønderborg                  | Sankt Pauls Kirke Pauluskirche                                      | 1936                       | Netzpräsenz Karte                                  |
|      | Tønder                      | Hellig Kors Kapel Heilig-Kreuz-Kirche                               | 1964                       | Netzpräsenz Karte                                  |
|      | Vejle                       | Sankt Norberts Kirke Norbertkirche                                  | 1923                       | Netzpräsenz Karte                                  |
|      | Viborg                      | Sankt Kjelds Kirke                                                  | 2008                       | Netzpräsenz weitere Bilder Karte                   |

## Lolland
| Bild | Ort     | Name                                         | Bauzeit   | Links             |
| ---- | ------- | -------------------------------------------- | --------- | ----------------- |
|      | Maribo  | Sankt Birgitta Kirke St.-Birgitta-Kirche     | 1896–1897 | Netzpräsenz Karte |
|      | Nakskov | Sankt Franciscus Kirke St.-Franziskus-Kirche | 1921      | Netzpräsenz Karte |

## Seeland
| Bild | Ort                      | Name                                              | Bauzeit                               | Links                                              |
| ---- | ------------------------ | ------------------------------------------------- | ------------------------------------- | -------------------------------------------------- |
|      | Birkerød                 | Den Hellige Families Kirke Heilige-Familie-Kirche | 1962                                  | Netzpräsenz Karte                                  |
|      | Fredericia               | Sankt Knuds Kirke Sankt-Knud-Kirche               | 1767, Turm 1865                       | Netzpräsenz weitere Bilder Karte                   |
|      | Frederiksberg            | Sankt Mariæ Kirke Marienkirche                    | 1942                                  | Netzpräsenz Karte                                  |
|      | Hellerup                 | Sankt Therese Kirke Theresienkirche               | 1934–1935                             | Netzpräsenz weitere Bilder Karte                   |
|      | Helsingør                | Sankt Vincent Kirke Vinzenz-von-Paul-Kirche       | 1928–1930                             | Netzpräsenz weitere Bilder Karte                   |
|      | Herlev                   | Vor Frue Kirke Liebfrauenkirche                   | 1961                                  | Netzpräsenz Karte                                  |
|      | Hillerød                 | Sankt Vilhelms Kirke Sankt-Wilhelms-Kirche        | 1982–1985                             | Netzpräsenz Karte                                  |
|      | Holbæk                   | Sankt Elisabeths Kirke Sankt-Elisabeth-Kirche     | 1957                                  | Netzpräsenz Karte                                  |
|      | Hørsholm                 | Sankt Hans Kirke Johanneskirche                   | 1979                                  | Netzpräsenz Karte                                  |
|      | Hvidovre                 | Sankt Nikolaj Kirke Nicolaikirche                 | 1960                                  | Netzpräsenz weitere Bilder Karte                   |
|      | Kalundborg               | Sankt Mariæ Kirke Marienkirche                    | 1937                                  | Netzpräsenz Karte                                  |
|      | Køge                     | Sankt Hans Kirke Johanneskirche                   | 1964                                  | Netzpräsenz Karte                                  |
|      | Kongens Lyngby           | Sankt Knud Lavard Kirke                           | 1956–1957                             | Netzpräsenz weitere Bilder Karte                   |
|      | Kopenhagen               | Sankt Ansgars Kirke Domkirche St. Ansgar          | 1842                                  | Wikipedia-Artikel Netzpräsenz weitere Bilder Karte |
|      | Kopenhagen-Amager        | Sankt Annæ Kirke Sankt-Anna-Kirche                | 1936–1938                             | Netzpräsenz weitere BilderKarte                    |
|      | Kopenhagen-Brønshøj      | Sankt Antoni Kirke Antonius-von-Padua-Kirche      | 1968–1973                             | Netzpräsenz Karte                                  |
|      | Kopenhagen-Nørrebro      | Sakramentskirken Kirche zum Heiligsten Sakrament  | 1915–1917                             | Netzpräsenz weitere Bilder Karte                   |
|      | Kopenhagen-Østerbro      | Sankt Augustins Kirke Sankt-Augustin-Kirche       | 1912–1914                             | Netzpräsenz weitere Bilder Karte                   |
|      | Kopenhagen-Østerbro      | Immaculata Kirke Mariä-Empfängnis-Kirche          | 1904–1905                             | Netzpräsenz weitere Bilder Karte                   |
|      | Kopenhagen-Vesterbro     | Jesu Hjerte Kirke Herz-Jesu-Kirche                | 1893–1895                             | Netzpräsenz weitere Bilder Karte                   |
|      | Næstved                  | Vor Frue Kirke Liebfrauenkirche                   | 1925–1926                             | Netzpräsenz Karte                                  |
|      | Ordrup, Gentofte Kommune | Sankt Andreas Kirke Sankt-Andreas-Kirche          | 1871–1873                             | Netzpräsenz Karte                                  |
|      | Ringsted                 | Sankt Knuds Kirke Sankt-Knud-Kirche               | 1907                                  | Netzpräsenz Karte                                  |
|      | Roskilde                 | Sankt Laurentii Kirke Laurentiuskirche            | 1913–1914                             | Netzpräsenz Karte                                  |
|      | Slagelse                 | Vor Frue Kirke Liebfrauenkirche                   | 1930–1931                             | Netzpräsenz Karte                                  |
|      | Taastrup                 | Sankt Pauls Kirke Pauluskirche                    | 1995                                  | Netzpräsenz weitere Bilder Karte                   |
|      | Vordingborg              | Helligaandskirken Heiliggeistkirche               | 1939; fertiggestellt und geweiht 1994 | Netzpräsenz Karte                                  |